# Paul Siebertz (Schriftsteller)
Paul Siebertz (geboren am 11. August 1877 in Roisdorf bei Bonn; gestorben am 25. Februar 1954 in München) war ein deutscher Autor, Biograf, Dokumentarschriftsteller und Verlagsdirektor.

## Leben
Siebertz war von 1900 bis 1902 Redakteur der Allgäuer Zeitung in Kempten. Von 1902 bis 1907 arbeitete er als Chefredakteur des Bayerischen Kuriers in München und von 1907 bis 1911 als Chefredakteur und Herausgeber der Zeitschrift Das Vaterland, einer einflussreichen katholisch-konservativen Zeitung in Wien. Er war seit 1910 Inhaber der Buch- und Kunstdruckerei St. Norbertus (vormals Roller und Comp. Verlagsbuchhandlung) in Wien, Kollergasse Nr. 7.
Ab 1920 war Siebertz Gesellschafter, Geschäftsführer und Direktor des Verlags Josef Kösel und Friedrich Pustet in München. Seit den 1940er Jahren arbeitete er für die Daimler-Benz AG (ab 1946 auch als Mitarbeiter) und verfasste zahlreiche Schriften zur Geschichte und zu Persönlichkeiten des Unternehmens. Er war Mitglied im Börsenverein des Deutschen Buchhandels, im Reichsverband Deutscher Schriftsteller, im Reichsverband der Deutschen Presse und in der Reichsschrifttumskammer. Siebertz verfasste auch Biografien, so unter anderem zu Karl Heinrich zu Löwenstein-Wertheim-Rosenberg oder Ferdinand von Steinbeis.

## Werke (Auswahl)
- Politisch-soziales Abc-Buch: ein Handbuch für die Mitglieder und Freunde der Zentrumspartei. 2 Bände, Süddeutsche Verlagsbuchhandlung, Stuttgart 1900.
- Los von Rom im Lichte der Geschichte. 1902 (befasst sich mit der Los-von-Rom-Bewegung).
- Wer stört den konfessionellen Frieden? Eine aktenmäßige Darstellung. G. J. Manz, München 1903.
- Waffen im Schulkampf. Eine aktenmäßige Beleuchtung liberaler Schulpolitik. G. J. Manz, München 1906.
- Albanien und die Albanesen. Landschafts- und Charakterbilder. Manz, Wien 1910 (Textarchiv – Internet Archive).
- Deutschland zur Zeit seiner größten Schmach. J. Kösel und F. Pustet, Kempten  1923 (kam, ebenso wie sein Werk Die tschechische Gefahr. von 1938, auf die Liste der verbotenen Bücher Nachkriegsdeutschland).
- Wunder im Weltall. J. Kösel und F. Pustet, München (mehrere Folgen 1926–1929).
- Freimaurer im Kampf um die Macht. Hanseatische Verlagsanstalt, Hamburg 1938.
- Gottlieb Daimler. Ein Revolutionär der Technik. J. F. Lehmanns, München 1940.
- Karl Benz – Ein Pionier der Verkehrsmotorisierung. J. F. Lehmanns, München 1943.
- Gottfried Daimler zum Gedächtnis. Eine Dokumenten-Sammlung. Daimler-Benz Aktiengesellschaft, Stuttgart-Untertürkheim 1950 (Daimler-Biographie).
- Mercedes-Konstruktionen in fünf Jahrzehnten. Eine Chronik. Daimler-Benz Aktiengesellschaft, Stuttgart-Untertürkheim 1951 (Herausgegeben anlässlich der Erinnerung an den 1. Mercedes-Sieg von 1901).
- Ferdinand von Steinbeis. Ein Wegbereiter der Wirtschaft. Herausgeber: Landesgewerbeamt, Stuttgart 1952.
- Karl Benz und sein Lebenswerk. Dokumente und Berichte. Daimler-Benz Aktiengesellschaft, Stuttgart-Untertürkheim 1953 (Copyright 1955).
- 30 Jahre Mercedes-Benz-Diesel-Lastwagen. Daimler-Benz Aktiengesellschaft, Stuttgart-Untertürkheim 1953.

Als Herausgeber
- Enrica von Handel-Mazzettis Persönlichkeit, Werk und Bedeutung. J. Kösel und F. Pustet, München 1930.